# Elisabete Weiderpass
Elisabete Weiderpass-Vainio (Sao Paulo, 1966) es una investigadora brasileña del cáncer que es directora del Centro Internacional de Investigaciones sobre el Cáncer. Su investigación considera la epidemiología y la prevención del cáncer.

## Primeros años y educación
Weiderpass es de Santo André, São Paulo. En una entrevista con The Lancet, explicó que creció en una familia de clase trabajadora y que no estaba claro si asistiría a la universidad; sus padres la animaron a continuar sus estudios y le otorgaron una beca para estudiar medicina en la Universidad Federal de Pelotas en el sur de Brasil. Durante su licenciatura, Weiderpass se interesó cada vez más por la epidemiología y la salud pública. Permaneció en la Universidad Federal de Pelotas para realizar sus estudios de posgrado, donde completó una maestría en epidemiología. Weiderpass se trasladó al Instituto Karolinska para sus estudios de doctorado, donde estudió la etiología del cáncer de endometrio.

## Carrera e investigación
A principios de la década de 2000, Weiderpass comenzó a trabajar en África subsahariana con el Centro Internacional de Investigaciones sobre el Cáncer. Estas experiencias inspiraron una carrera enfocada en reducir las desigualdades en el diagnóstico y tratamiento del cáncer. Desarrolló e impartió programas de formación para médicos e investigadores africanos. Sus estudiantes incluyeron a Jackson Orem, quien se convirtió en director del Uganda Cancer Institute. En 2005 regresó al Instituto Karolinska, donde continuó estudiando la epidemiología del cáncer. Su investigación considera la salud de la mujer, con un enfoque particular en la identificación de factores de riesgo para ciertas formas de cáncer. Fue responsable de la Colaboración de Enfermedades Infecciosas de Uganda. Weiderpass descubrió que varios factores de riesgo del estilo de vida, como el consumo de tabaco, la dieta y la obesidad, pueden tener un impacto marcado en la probabilidad de que una persona padezca cáncer.
En 2007, Weiderpass fue nombrada Jefa del Grupo de Epidemiología Genética en el Centro de Investigación Folkhälsan en Helsinki, donde pasó más de diez años. Al mismo tiempo, supervisó el Registro de Cáncer de Noruega, que se encuentra en el Instituto de Investigación del Cáncer de Base Poblacional en Oslo, así como en la Universidad de Tromsø y la Facultad de Medicina de Yale.
Weiderpass fue elegida Directora del Centro Internacional de Investigaciones sobre el Cáncer en el 2019. La agencia tiene su sede en Lyon. Weiderpass es la primera mujer en ocupar el cargo. En 2020, lanzó el World Cancer Report [Informe mundial sobre el cáncer], que ofrece una descripción general de la investigación actual sobre el cáncer e información sobre estrategias para la prevención del cáncer. Se asoció con la Sociedad Europea de Oncología Médica en 2020, trabajando juntos para ofrecer una serie de seminarios web y módulos de aprendizaje electrónico centrados en la eliminación del cáncer.

## Premios y honores
- 2017 Elected Fellow of the European Academy of Cancer Sciences[12]
- 2017 Gansu Foreign Experts Administration Dunhuang Award for Outstanding Foreign Expert

## Publicaciones seleccionadas
- Roger VL; Go AS; Lloyd-Jones DM; et al. (3 January 2012). "Heart disease and stroke statistics--2012 update: a report from the American Heart Association". Circulation. 125 (1): e2–e220. doi:10.1161/CIR.0B013E31823AC046. ISSN 0009-7322. PMC 4440543. PMID 22179539.[13]
- Marie Ng; Tom Fleming; Margaret Robinson; et al. (30 August 2014). "Global, regional, and national prevalence of overweight and obesity in children and adults during 1980-2013: a systematic analysis for the Global Burden of Disease Study 2013". The Lancet. 384 (9945): 766–781. doi:10.1016/S0140-6736(14)60460-8. ISSN 0140-6736. PMC 4624264. PMID 24880830.[14]
- GBD 2015 Risk Factors Collaborators; Sadaf G. Sepanlou; Alireza Mohammadi; Maysaa El Sayed Zaki; Mostafa Qorbani; Gert Mensink; Samer Hamidi (1 October 2016). "Global, regional, and national comparative risk assessment of 79 behavioural, environmental and occupational, and metabolic risks or clusters of risks, 1990-2015: a systematic analysis for the Global Burden of Disease Study 2015". The Lancet. 388 (10053): 1659–1724. doi:10.1016/S0140-6736(16)31679-8. ISSN 0140-6736. PMC 5388856. PMID 27733284.[15]

## Vida personal
Weiderpass es una ciudadana sueca y finlandesa naturalizada. Está casada a Harri Uolevi Vainio, un profesor en la Universidad de Kuwait.